# 譚炳煥
譚炳煥（Tam Ping Wun），生於香港，畢業於香港中文大學。2019年起獲提名國際足球裁判。除執法工作外，亦為香港足球總會任教裁判員訓練班。

## 球證生涯
譚炳煥曾執法2019年省港盃足球賽，並獲時任港隊教練郭嘉諾讚許，指其是「香港做得比較好的裁判」。
2024年12月14日，譚於啟德青年運動場執法2025年東亞足球錦標賽外圍賽澳門對關島分組賽，乃首位裁判在此球場執法國際賽。